# Ірена Доускова
Іре́на Дóускова (чеськ. Irena Dousková, 18 серпня 1964, Пршібрам) — чеська письменниця.

## Життя
Народилася в сімʼї акторів. У 1976 році родина переїхала до Праги. Навчалася в гімназії, пізніше — на юридичному факультеті Карлового університету. Проте за фахом ніколи не працювала, натомість була драматургом у театрі та журналістом. Нині займається тільки літературою.

## Творчість
На чеській літературній сцені Ірена Доускова з'явилася у 1988 році як поетеса, учасниця угруповання LiDi. Перша публікація — у колективному виданні «Празьке диво» (Pražský zázrak, 1992). Однак пізніше починає писати прозу: оповідання та романи. Справжній успіх письменниці приніс роман «Гордий Будьщо» (Hrdý Budžes), який вперше було надруковано 1998 року. На основі роману 2002 року поставлено однойменну виставу, головну роль в якій грає відома акторка Бара Грзанова. Вільним продовженням цього твору є романи «Онєгін був москаль» (Oněgin byl Rusák, 2006) і «Дарда» (Darda, 2011). Ірена Доускова відома також своїми збірками оповідань, зокрема, «Доктор Котт розмірковує» (Doktor Kott přemítá, 2002), «Що вирізняє цю ніч» (Čím se liší tato noc, 2004) і «Про білих слонів» (O bílých slonech, 2008). У 2014 році світ побачив роман «Ведмежий танок» (Medvědí tanec), який розповідає про останні місяці життя відомого чеського письменника Ярослава Гашека.
Головними стильовими ознаками прози Ірени Доускової є автобіографізм, психологізм, іронічність, влучність діалогів.

## Українські переклади
Українською мовою перекладено оповідання «Збоченець» зі збірки «Доктор Котт розмірковує» (журнал «Кур'єр Кривбасу», 2013 рік, № 287-288-289) та роман «Гордий Будьщо» (К.: КОМОРА, 2015).